# Rumiko Takahashi
Rumiko Takahashi (japanisch 高橋 留美子 Takahashi Rumiko; * 10. Oktober 1957 in Niigata, Präfektur Niigata) ist eine der berühmtesten japanischen Comiczeichnerinnen (Mangaka) und wird oft Prinzessin des Manga genannt. Sie ist eine der reichsten Privatpersonen in Japan mit einem geschätzten Jahresverdienst von umgerechnet 2–3 Mio. Euro. Im Jahr 2024 befanden sich über 230 Millionen Exemplare ihrer Serien im Umlauf. Bekannt ist sie besonders für ihre Serien Urusei Yatsura, Ranma ½ und Inu Yasha.

## Leben
Mit 18 zeichnete sie an der Niigata-Chūō-Oberschule ihren ersten Manga Kyojin no Hoshi, der 1975 in der Zeitschrift des Manga-Clubs an ihrer Schule veröffentlicht wurde. Während ihres Studiums an der Nihon Joshi Daigaku (dt. Japanische Frauen-Universität) wohnte sie in einem 14 m² großen Studentenappartement. Diese Lebens- und Wohnsituation setzte sie in der Serie Maison Ikkoku um. Neben dem Studium besuchte sie abends die von Kazuo Koike (Lone Wolf & Cub) geleitete Manga-Schule Gekiga Sonjuku. Sie zeichnete einige Kurzgeschichten und erhielt den vom Verlag Shogakukan gesponserten New Artist Award.
Takahashis professionelle Karriere begann 1978 mit dem Manga Katte na Yatsura, der in der Zeitschrift Shōnen Sunday veröffentlicht wurde. Im selben Jahr startete ihre erste Manga-Serie Urusei Yatsura, die zuerst unregelmäßig und ab Mitte 1979 regelmäßig veröffentlicht wurde. Die Serie wurde sofort ein großer Erfolg und wurde bis 1987 fortgesetzt. Oktober 1981 entstand daraus eine Anime-Serie. Der Erfolg Urusei Yatsuras lässt sich daran ermessen, dass die begrenzte Laserdisc-Sammlung der 195 Folgen, 5 Kinofilme und 9 OVAs für 330.000 Yen innerhalb von zwei Wochen ausverkauft war.
1980 fing ihre zweite große Serie Maison Ikkoku in der Big Comic Spirits an, die sich an ein älteres Publikum richtet. Bis 1987 arbeitete sie an beiden Serien gleichzeitig als Urusei Yatsura mit Band 34 und Maison Ikkoku mit Band 15 abschloss. Danach wandte sie sich einer anderen Erzählweise zu und begann die dunkle, grausige Mermaid Saga. Diese Serie wurde sporadisch bis 1994 veröffentlicht. 1988 fing sie eine weitere Serie an, One Pound Gospel, die ebenfalls unregelmäßig erschien und unabgeschlossen blieb.
1987 startete ihre dritte große Serie Ranma ½. Bereits von Band 5 wurden mehr als 1 Million Exemplare in weniger als einem Monat verkauft. Mit Ranma ½ wurde sie auch international erfolgreich. Schließlich wurde am 6. Juli 1995 ihr hundertmillionstes Buchexemplar verkauft (Ranma ½ Band 34). Nach fast einem Jahrzehnt endete diese 1996 nach 38 Bänden.
Anschließend begann sie mit ihrer vierten großen Serie Inu Yasha, die von 1997 bis 2008 in Japan erschien. Im Gegensatz zu Urusei Yatsura, Maison Ikkoku und Ranma ½ die eher romantische Komödien waren, ähnelte es mehr der dunkleren Mermaid Saga. Diese Serie wurde ihre vielseitigste durch die Verknüpfung von Action, Romantik, Horror, Fantasy, Drama, Komödie und auf Märchen basierende historische Fiktion.
Von April 2009 bis Dezember 2017 erschien im Magazin Shōnen Sunday der Manga Kyōkai no Rinne. Seit Mai 2019 arbeitet sie an ihrer neuen Serie Mao, die ebenfalls in der Shōnen Sunday veröffentlicht wird.

## Stil
Rumiko Takahashi ist die erste Frau, die im Bereich Shōnen-Manga (Manga für Jungen) erfolgreich Fuß fassen konnte. Ihre Werke sind jedoch auch gleichermaßen bei Mädchen beliebt.
In Takahashis Geschichten sind meistens mehrere Genres gemischt, die je nach Serie unterschiedlich starke Anteile haben: In Urusei Yatsura und Ranma ½ überwiegen dank der abgedrehten Charaktere die komödiantischen Elemente, Mermaid Saga und InuYasha sind deutlich düsterer und brutaler, und Rumic World sowie Maison Ikkoku spielen im normalen Alltag.
Rumiko Takahashis Geschichten sind geprägt von interessanten bis abgedrehten Charakteren. Die meisten Takahashi-Charaktere sind weder eindeutig gut noch böse, sondern menschlich. In ihren komödiantischen Serien finden sich oft Charaktere mit vertauschten Geschlechterrollen. Ihre weiblichen Figuren brechen mit dem traditionellen Bild der zurückhaltenden (japanischen) Frau und sind den Männern ebenbürtig. Ihre weiblichen (Haupt-)Charaktere haben zwar einerseits weiblich zugesprochene Eigenschaften, sind aber andererseits auch gleichermaßen unabhängig und durchsetzungsfähig bis aufbrausend.

## Auszeichnungen
- 1981: 26. Shōgakukan-Manga-Preis (Kategorie Shōnen/Shōjo) für Urusei Yatsura
- 1987: 18. Seiun-Preis für Urusei Yatsura
- 1989: 20. Seiun-Preis für Mermaid Saga
- 1994: Inkpot Award der San Diego-Comic-Convention
- 2002: 47. Shogakukan-Manga-Preis (Kategorie Shōnen) für Inu Yasha
- 2017: Aufgenommen in die Science Fiction Hall of Fame[3]
- 2018: Aufgenommen in die Will Eisner Comic Awards Hall of Fame[4]
- 2019: Grad Prix von Angoulême[5]
- 2020: Japanische Ehrenmedaille am Violetten Band[6]
- 2021: Aufgenommen in die Harvey Award Hall of Fame[7]
- 2023: Chevalier de l’Ordre des Arts et des Lettres[8]

## Werke
- Urusei Yatsura (1978–1987, 34 Bände)
- Maison Ikkoku (1980–1987, 15 bzw. 10 Bände)
- Rumiko Theater (seit 1980, bisher 5 Bände)
- Mermaid Saga (1984–1994, 4 Bände)
- Rumic World (1984–1985, 3 Bände)
- Ranma ½ (1987–1996, 38 Bände)
- One Pound Gospel (1987–2006, 4 Bände)
- Inu Yasha (1996–2008, 56 Bände)
- Kyōkai no Rinne (2009–2017, 40 Bände)
- My Sweet Sunday (2009, Kurzgeschichte, gemeinsam mit Mitsuru Adachi)
- Mao (seit 2019, bisher 22 Bände)